# Zevenhuizen (Westerkwartier)
Pour les articles homonymes, voir Zevenhuizen.
Zevenhuizen est un village de la commune néerlandaise de Westerkwartier, situé dans la province de Groningue. 

## Géographie
Le village est situé à 4 km au sud de Leek et à 16 km au sud-ouest de Groningue. 

## Histoire
Zevenhuizen fait partie de la commune de Leek avant le 1er janvier 2019, date à laquelle celle-ci est rattachée à la nouvelle commune de Westerkwartier.

## Démographie
En 2018, le village comptait 2 245 habitants.